# エルタ・システムズ

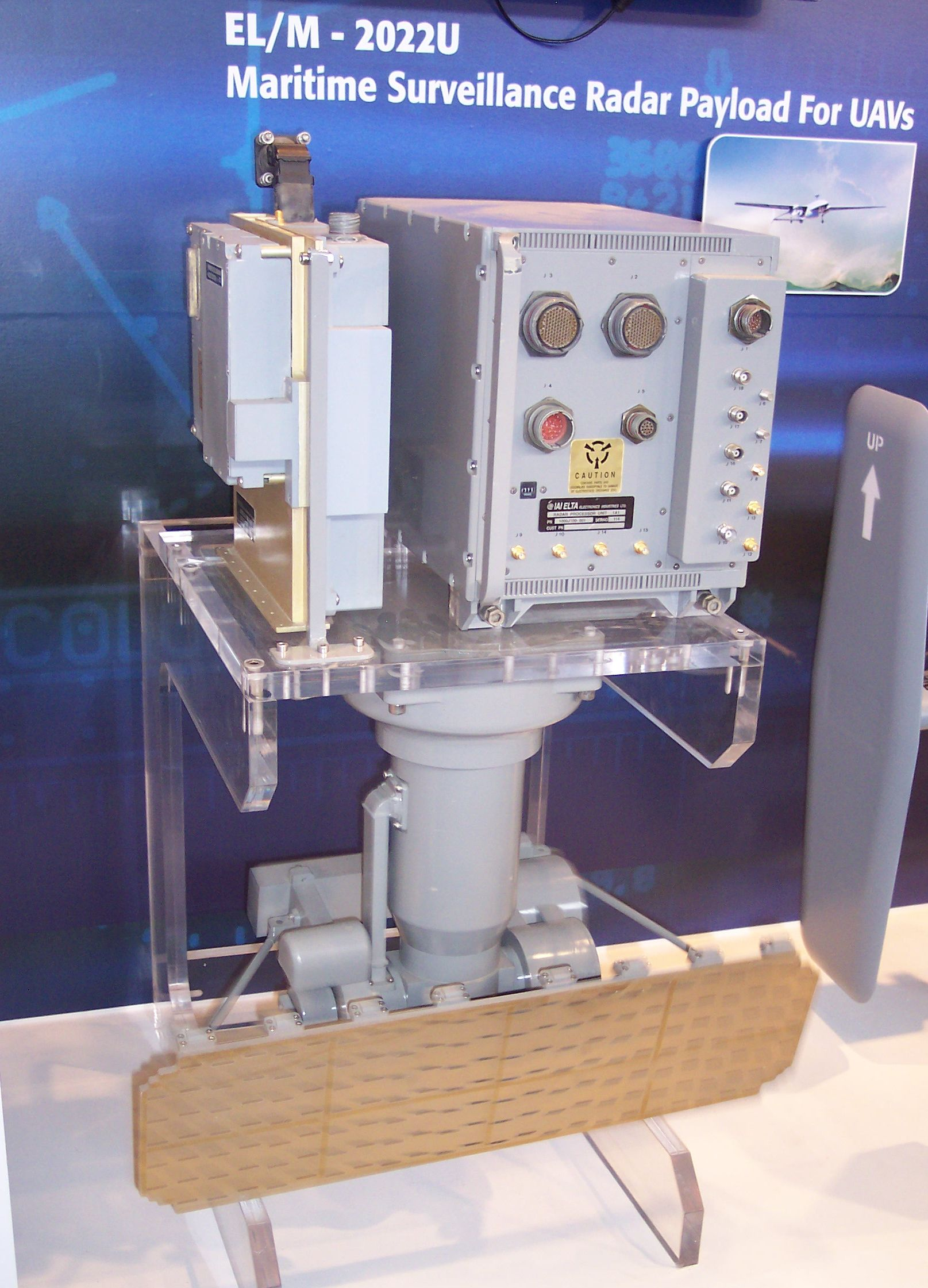
エルタ EL/M-2022U UAVレーダー

エルタ・システムズ（ELTA Systems Ltd）は、レーダー、電子情報（ELINT）、通信情報（COMINT）、C4ISTAR、電子戦、通信、自律型地上システム、サイバー製品を専門とする防衛製品とサービスを提供するイスラエルの供給者である。 
イスラエル・エアロスペース・インダストリーズの子会社であり、様々な分野に特化したイスラエルの主要な防衛電子機器企業の一つである。1967年に設立され、レヴィ・エシュコルの産業分散政策の一環としてアシュドッドに移転した。グループは、電磁センサー（レーダー、電子戦、通信）やその他の先端技術に基づく製品を備えた防衛システムハウスの設計・製造を行っている。 
エルタの製品は、ISTAR(諜報、監視、標的捕捉、偵察）、早期警戒・制御、国土安全保障（HLS）、自己防衛、射撃統制、サイバー防衛などでの使用を想定して設計されている。ELTAは、カスタマーサービスとアフターサービス施設を含む世界的なマーケティングネットワークを運営している。 

## 部門
防空・海軍システム

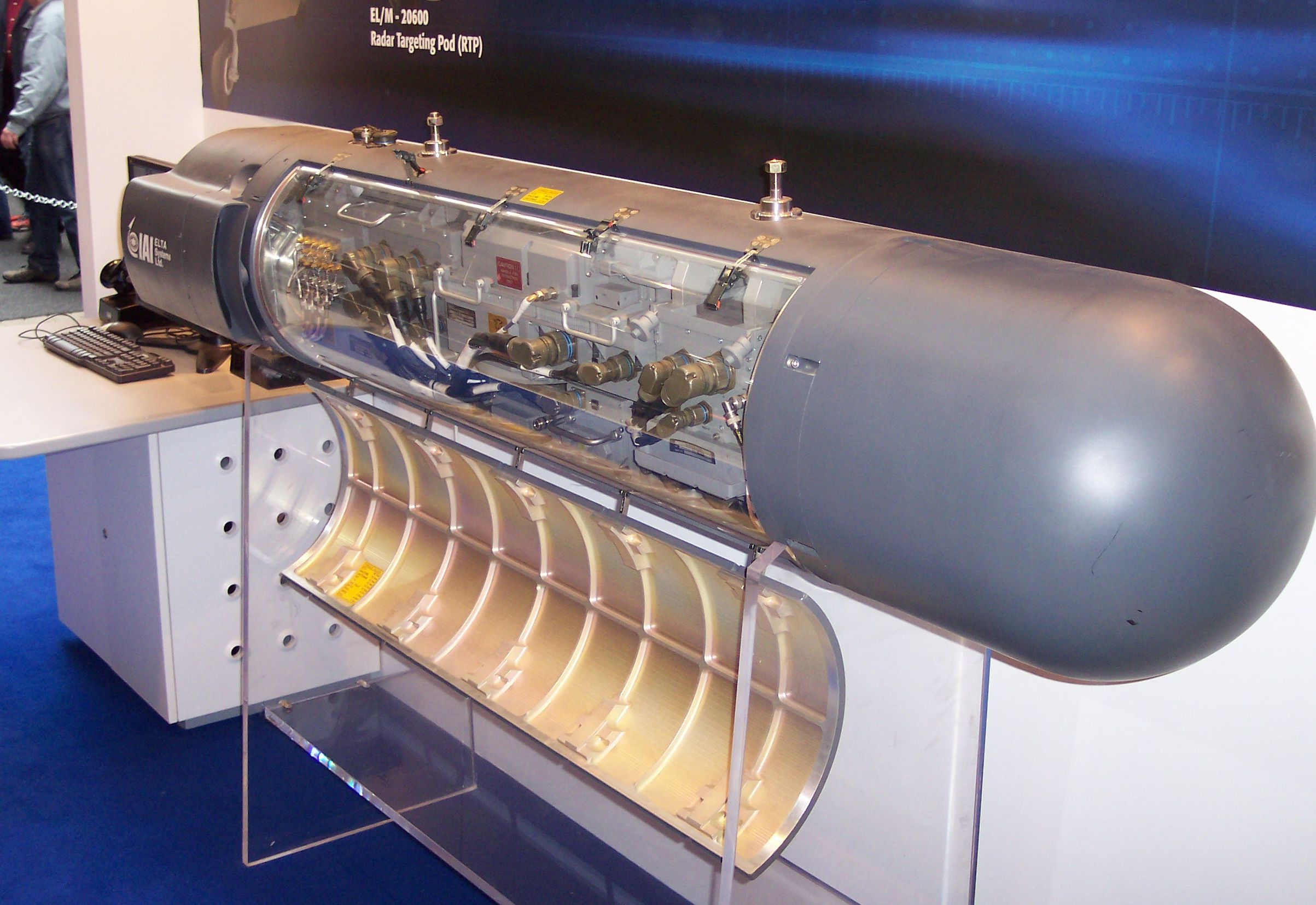
エルタ EL/M-20600 レーダー検出ポッド

エルタは、イスラエルを代表するレーダーハウスであり、レーダーセンサーと技術を基にした高度なシステムの設計・開発・生産センターである。同部門のシステムは、画像諜報活動、監視・偵察、防空、自衛、標的捕捉、火器管制などの用途向けに設計されている。エルタの画像諜報活動およびレーダー部門はまた、地上および沿岸の国境保護システム、国境横断（空港、港湾、道路、鉄道）を保護するシステム、民間航空機の自衛システム、テロ基盤や都市の緊急センターに焦点を当てたシギント情報収集システムなど、いくつかの重要なアプリケーションのための国土防衛方法を提供している。 
SIGINT・EW・通信部門
電磁センサーを基にした高度なシギント、電子戦、通信システムの設計・開発・生産センター。エルタ シギント、電子戦、通信部門のシステムは、秘密情報収集（シギント - 電子情報・通信情報）、自衛、電子戦、通信アプリケーション向けに設計されており、高度なデータリンクと通信衛星を含む。 
ランドシステムズ
航空機搭載システムおよびレーダー部門
航空機搭載システムおよびレーダー部門は、 空中早期警報制御 （AEW＆C）プログラムの設計、開発、統合、管理のためのシステムハウスである。 
科学技術部門
エルタ技術部門は、最先端コア技術を開発し、小型化されたマイクロ波モジュール、アンテナ、送信機、信号処理装置などの各種アプリケーションに不可欠なスーパーコンポーネントやサブシステム、特殊自動試験装置などを独立して製造する能力をエルタ・システムズに提供している。また、当部門は、エルタ・システムグループの製造・調達・物流センターを構成している。 
マイクロ波部門
マイクロ波伝送の各種アプリケーションを扱っている。

## 売上高とバックログ
2018年の売上高は3億3780万ドルに達し、そのうち90％近くが世界50カ国以上の武装勢力に輸出され、10％が国内に販売された。エルタはイスラエル国防軍の主要サプライヤーである。 

## トランプの壁
2017年、エルタの北アメリカ部門はドナルド・トランプアメリカ合衆国大統領によるメキシコとの国境の壁の試作品を作るために50万ドルを受け取った。 

## 事業開発
グループは、イスラエル、ヨーロッパ、南アメリカにある子会社や関連会社の株式を保有している。エルタ・システムズは、世界中の多数の他防衛関連企業との協業契約のパートナーであることが多い。また、準軍事市場や商業市場でも活躍している。 